# Sergi Lebid
Sergi Lebid (Ucrania, 15 de julio de 1975) es un atleta ucraniano retirado especializado en la prueba de 5000 m, en la que ha conseguido ser medallista de bronce europeo en 2002. Y 9 veces campeón de Europa de campo a través,1 plata y 2 bronces,así como una vez subcampeón del mundo.

## Carrera deportiva
En el Campeonato Europeo de Atletismo de 2002 ganó la medalla de bronce en los 5000 metros, corriéndolos en un tiempo de 13:40.00 segundos, llegando a meta tras el español Alberto García (oro) y el francés Ismaïl Sghyr (plata).